# ジー・フード

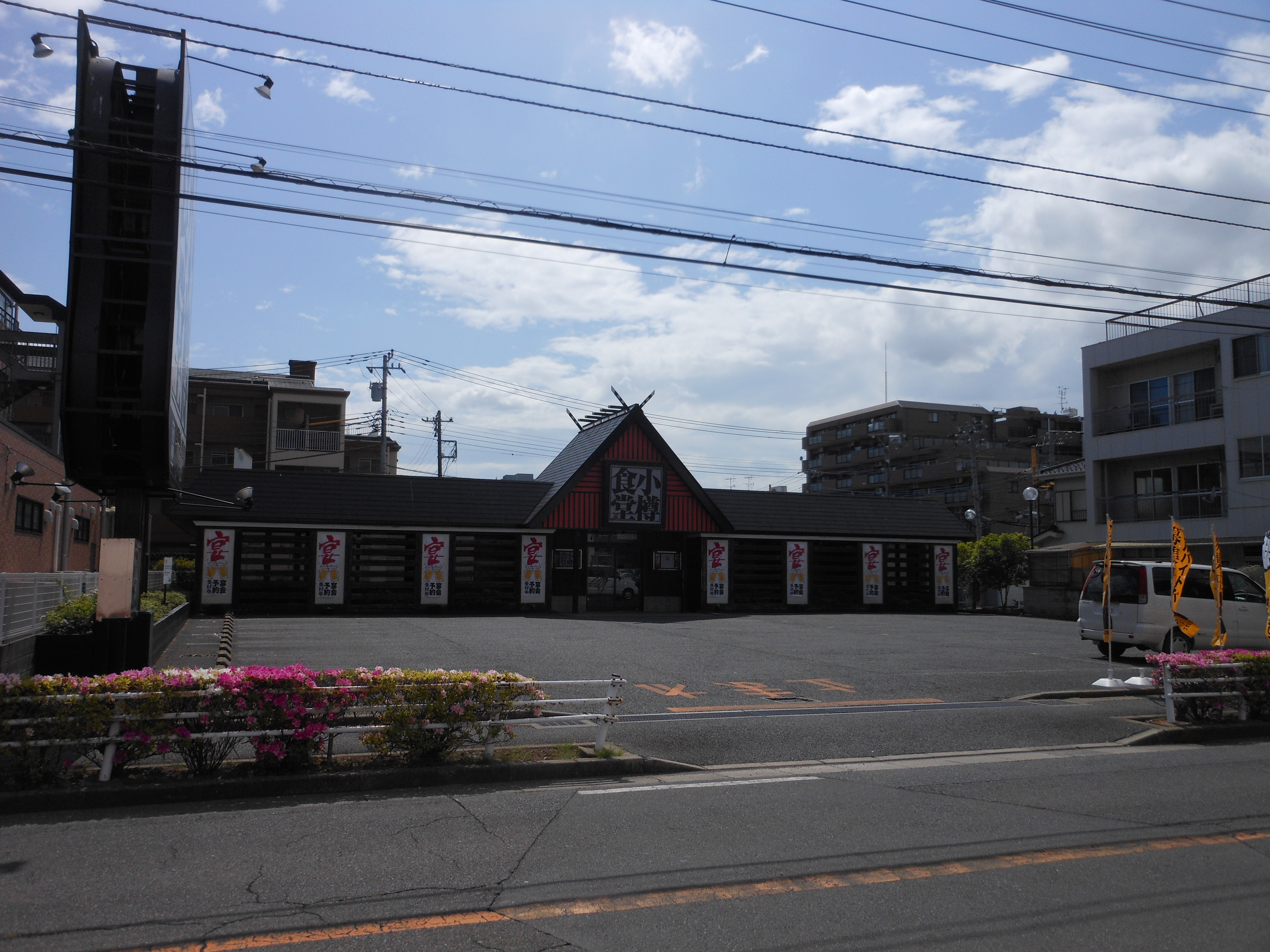
店舗の例（小樽食堂千葉流山店、千葉県流山市）

株式会社ジー・フード（英: G.FOOD Co.,Ltd.）は、愛知県名古屋市北区に本社を置く外食チェーン。

## 概要
学習塾や外食チェーンなどを展開するジー・コミュニケーションの子会社で「小樽食堂」、「旅籠家」、「ハイカラヤ」などの居酒屋をはじめとする外食チェーンの直営店およびFC店を展開している。

## 沿革
- 1981年（昭和56年）3月4日 - 設立。
- 2005年（平成17年）9月 - 株式会社ジー・スタイル及び株式会社鈴の屋を、株式会社ジー・フードへ統合。
- 2006年（平成18年）
  - 6月1日 - 同じジー・コミュニケーショングループに属する株式会社キューズファクトリーを吸収合併[1]。
  - 10月1日 - 株式会社ラフィストより和食・焼肉レストラン事業を譲受[2]。
  - 11月 - 株式会社甚八中部の全株式を譲受[3]。

## 店舗ブランド
- 小樽食堂
- 旗籠家
- ハイカラヤ
- 信天翁
- 鈴の屋
- まるさ水産
- 北の「ジーコム。」

ほか